# Daniel Gispert
Daniel Gispert García (San Antonio de los Baños, 21 de julio de 1871-La Habana, 25 de junio de 1964) fue un médico y militar cubano.

## Biografía

### Primeros años
Nació en la villa de San Antonio de los Baños, perteneciente a la provincia de La Habana, el 21 de julio de 1871. Su familia paterna era de antepasados franceses.
Proveniente de una familia adinerada, estudió la carrera de Medicina en la Universidad de La Habana. Durante esa época, Gispert comenzó a involucrarse en las distintas conspiraciones que se conformaban a inicios de la década de 1890.

### Guerra Necesaria
El 24 de febrero de 1895, estalló la Guerra Necesaria (1895-1898), tercera guerra por la independencia de Cuba. Gispert, que en un principio participaba en la redacción del periódico Patria, renunció a este, en junio de 1895, para unirse al Ejército Libertador cubano.
Se incorporó al Cuarto Cuerpo de Ejército, operativo en Las Villas. A finales de ese año, se unió a la “Columna Invasora”, comandada por los mayores generales Máximo Gómez y Antonio Maceo, durante la Invasión de Oriente a Occidente. En dicha campaña militar, participó en las importantes batallas de Iguará, Mal Tiempo, Coliseo y Calimete.
Posteriormente, en 1896, retornó a Las Villas y se puso bajo las órdenes del mayor general Serafín Sánchez, quien murió en la Batalla del Paso de las Damas, en noviembre de ese mismo año. En 1897, fue asignado al Consejo de Gobierno del Presidente Bartolomé Masó. Cuando la guerra terminó, en agosto de 1898, Gispert fue ascendido a general de brigada (brigadier) del Ejército Mambí, grados con los que concluyó la guerra.

### Últimos años
Una vez concluida la guerra e instituida la República, ejerció el cargo de subdelegado de Sanidad en el poblado de San Cristóbal, en la provincia de Pinar del Río, y el de delegado de Sanidad en el poblado de Candelaria, de la misma provincia. De regreso en la capital del país, fungió como inspector de Sanidad, director de la Sala de Veteranos del Hospital Calixto García, director del Asilo de Guanabacoa y presidente de la Junta Superior de Sanidad. Desempeñó el cargo de secretario de Sanidad y Beneficencia.
En sus últimas décadas de vida, se dedicó a los asuntos de los veteranos mambises. Siendo uno de los últimos generales mambises en fallecer, llegó a ver el triunfo de la Revolución cubana, el 1 de enero de 1959. Falleció en La Habana el 25 de junio de 1964, poco menos de un mes antes de cumplir noventa y tres años de edad.